# Mondbodem

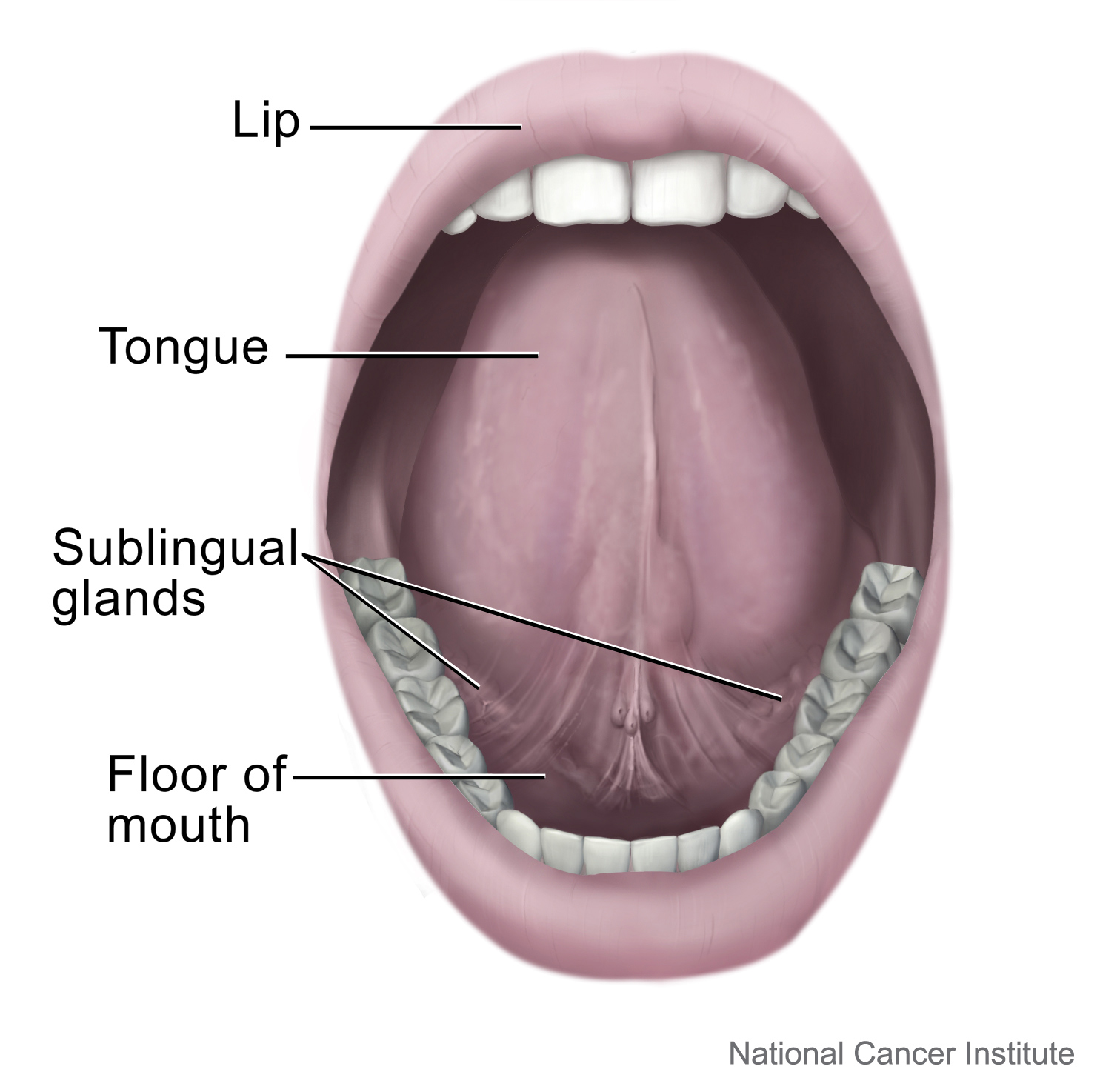
Anatomische weergave van o.a. de mondbodem.

De mondbodem (Latijn: diaphragma oris) is de onderste begrenzing van de mondholte. Het is het geheel van weefsels gelegen tussen de onderkaak en het tongbeen. 
Van boven naar onder bestaat de mondbodem eerst uit een laag slijmvlies, met daarin de epitheelcellen (plica sublingualis en caruncula sublingualis) en de tongriem. Direct hieronder ligt de onderkaakspeekselklier. Daarna volgen de musculus genioglossus, musculus geniohyoideus, musculus mylohyoideus en musculus digastricus, als een laag van spieren tussen de onderkant van de onderkaak en het tongbeen.  